# Gulsvart (hästfärg)

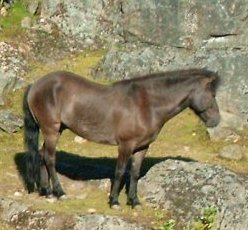
Gulsvart gotlandsruss

Gulsvart kallas en svart häst som bär på en kopia av gul-genen. Gulsvart är mycket svårt att skilja från svart med blotta öget, ofta går det inte att se alls. Typiskt är gulsvarta hästar blekare än vanliga svarta och har ofta ljust hår i öronen, men nyansen kan variera från becksvart till en mörk smutsgul färg.
Gulsvart är lätt att blanda ihop med svart/rapp, mörk gulbrun, svettfux, mörkbrun, musblack och andra mörka färger.